# Nuculana forticostata
Nuculana forticostata is een tweekleppigensoort uit de familie van de Nuculanidae. De wetenschappelijke naam van de soort is voor het eerst geldig gepubliceerd in 1991 door Xu.